# Dekolonizace
Dekolonizace je pojem, který označuje společensko-politické procesy osamostatnění koloniálních držav od metropole (mateřské země). Pojem dekolonizace se začal užívat během 50. let 20. století, a to i přes to, že procesy emancipace mají daleko starší historii. Dekolonizace v podstatě začala již v 18. (USA), pokračovala v první polovině 19. (jižní a stř. Amerika) a nabrala na obrátkách ve 20. století především jako důsledek druhé světové války. Dekolonizace nezahrnuje pouze proces vlastního osamostatnění, respektive vyhlášení samostatnosti, ale také procesy budování samostatného státu v postkoloniálním prostředí a procesy hospodářské rekonstrukce nebo reorientace bývalé kolonie. Přírodní vědy nesou stále známky kolonizace.[zdroj?] V poslední době se také v rámci neevropských společenských věd hovoří o jejich dekolonizaci.[zdroj?]

## První vlna dekolonizace v Severní a Latinské Americe

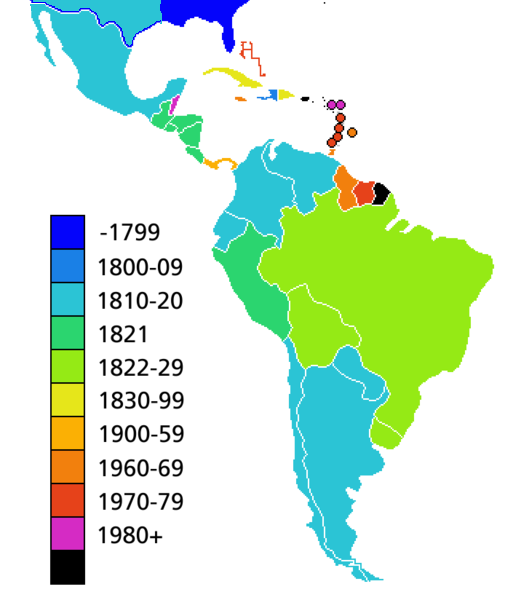
Mapa získávání nezávislosti v Latinské Americe

K první emancipaci od koloniální nadvlády došlo v Severní Americe na území 13 kolonií ležících většinou na východním pobřeží dnešních USA. Tyto kolonie byly většinou osídleny obyvatelstvem z Evropy, které vytlačilo původní indiánské obyvatele. Příčiny konfliktu s metropolí spočívaly bezprostředně především v ekonomických politikách Londýna, které regulovaly hospodářský rozvoj (například dovoz-vývoz, cla nebo daně) v koloniích podle potřeb centra. Kromě toho díky relativně velké samosprávě, kterou kolonie měly, se v nich rozvinul vlastní politický (veřejný) život a identita. Svou významnou roli mělo osvícenství a jeho politické myšlení (především liberalismus a fyziokratismus). Americká revoluce získala podporu Francie, která měla zájem o oslabení britské koloniální moci v Americe i mimo ni (jednalo se o Indii, kde Francie po sedmileté válce ztrácela vliv). V revoluční válce mezi léty 1775-1783 byli zainteresováni vedle Francie také Španělsko a Nizozemí.
Latinskoamerické osvobození bylo inspirováno severoamerickým příkladem, francouzskou revolucí a osvícenským politickým myšlením. Na rozdíl od Británie byla španělská i portugalská koloniální správa velmi centralizovaná. Veškerá závažná rozhodnutí byla vždy činěna v Madridu či Lisabonu, což samozřejmě mělo za následek neefektivní řízení a pomalá rozhodnutí. Hlavním představitelem správy v koloniích v Latinské Americe byl vicekrál, kterým byl téměř výlučně Španěl (peninsularo) z Iberského poloostrova. Znamenalo to, že nově příchozí byl často velmi špatně informován o situaci v místokrálovství.
Tato politika otevřeně diskriminovala místní kreolské elity, které měly stále relativně malý vliv na správu kolonii. Přes pokusy o reformu koloniální správy v době osvícenských reforem Karla III. zůstával problém centralizované a rigidní správy jedním z příčin pro vznik opozice vůči Španělsku. Další, neméně významná příčina spočívala v hospodářské slabosti iberského centra. Během 17. a 18. století byl koloniální obchod kontrolován Velkou Británii a samotné Španělsko se stalo závislým na Londýnu.
Vlastní proces osamostatnění probíhal v Latinské Americe zhruba mezi léty 1791-1830. Jako jedna z prvních kolonií vyhlásilo nezávislost Haiti (1804) a mezi posledními získala nezávislost Uruguay (1828) a středoamerické státy. Vznik nezávislých amerických států v rámci hispanoamerických válek za nezávislost byl dlouhodobým procesem a v první fázi byl ovlivněn integračními snahami Simona Bolívara (Gran Colombia). Dalším rysem bylo v některých případech oscilování mezi republikou a monarchii, se kterým je možné se setkat celkem dvakrát v případě Mexického císařství (1821-1823 a 1864-1867) a u Brazilského císařství (1822-1889). Jiným důležitým latinskoamerickým trendem bylo zachování celé řady diskriminačních politik vůči míšeneckému a domorodému obyvatelstvu a vytvoření politických oligarchií, které se rekrutovaly z řad kreolů a vládly zemím často až do poloviny 20. století.

## Vliv světových válek na dekolonizaci
Po skončení první světové války došlo k některým změnám, které je možné přičítat porážce Německa. Německo začalo mít koloniální ambice až po svém sjednocení tzn. po roce 1871. Během 80. a 90. let 19. století získalo některá území především ve střední Africe (konkrétně: Německá východní Afrika nebo Německá jihozápadní Afrika) a v Oceánii (Německá Nová Guinea). V podstatě se jednalo o relativně malá území, která nebyla ještě pod kontrolou dvou největších koloniálních velmocí Velké Británie a Francie. Německé ambice v koloniální oblasti je možné vidět jako jednu z příčin první světové války, která se sice dominantně odehrávala v Evropě, ale měla svůj průběh také v koloniích.
Tyto změny ale neznamenaly dekolonizaci ale pouhý přesun koloniální kontroly z Německa na například Belgii, Portugalsko a Británii. Dekolonizace Afriky a Asie byla v meziválečném období spíše v zárodcích vzhledem k tomu, že se vliv dvou největších koloniálních velmocí po první světové válce zvětšil. V některých případech ale došlo na základě místních požadavků k některým reformám, které lze vidět jako ústupky ze strany metropole.
Jako příklad je možné uvést Akt o vládě v Indii z roku 1935, který mezi jiným zaručoval místním provinciím větší autonomii, rozšíření volebního práva nebo zvýšení počtu indických zástupců v některých místních orgánech. Ačkoliv se jednalo o závažné změny ve správě Indie, neznamenaly v žádném případě dekolonizaci ve smyslu osamostatnění. V případě Maroka nebo Alžírska došlo v meziválečném období k zřetelným projevům odporu vůči Španělsku a Francii (druhá marocká válka). V Alžírsku se zformovalo nacionalistické hnutí (ENA). Obecně lze charakterizoval období mezi dvěma válkami jako dobu největšího rozmachu evropského kolonialismu.
Druhá světová válka znamenala počátek krize kolonialismu vedoucí k postupné dekolonizaci v Africe a Asii. Na prvním místě je třeba uvést, že dopady války byly pro Francii i Velkou Británii - a pro Evropu vůbec - devastující. To samozřejmě znamenalo, že jejich schopnosti účinně kontrolovat kolonie během války citelně poklesly. Poválečná devastace se samozřejmě týkala také ekonomiky. Kolonie byly ve většině případů zcela závislé na poptávce z Evropy, která během války a po ní značně poklesla. V mnohých případech byly kolonie a jejich obyvatelé zataženi do války, bojovali po boku svých evropských koloniálních pánů, ale po válce se jim často nedostalo ocenění v podobě větší autonomie a práv (to se týkalo nejzřetelněji francouzských kolonií).
Konečně hrály svojí roli také místní elity, které často získaly evropské vzdělání a začaly už v meziválečném období definovat nacionalistické požadavky na samostatnost. Oslabení metropole potom vedlo k jasnému artikulování jejich požadavků. Porážka ve druhé světové válce znamenala pro Japonsko okamžitý konec jeho koloniálního panství hned v roce 1945. Korea byla v této době okupována na severu Sovětským svazem a na jihu Spojenými státy. Hned v roce 1945 vyhlásil samostatnost Vietnam (vůči Francii) a Indonésie (vůči Nizozemí), nicméně jejich samostatnost byla uznána až později.

## Dekolonizace v letech 1945–1975

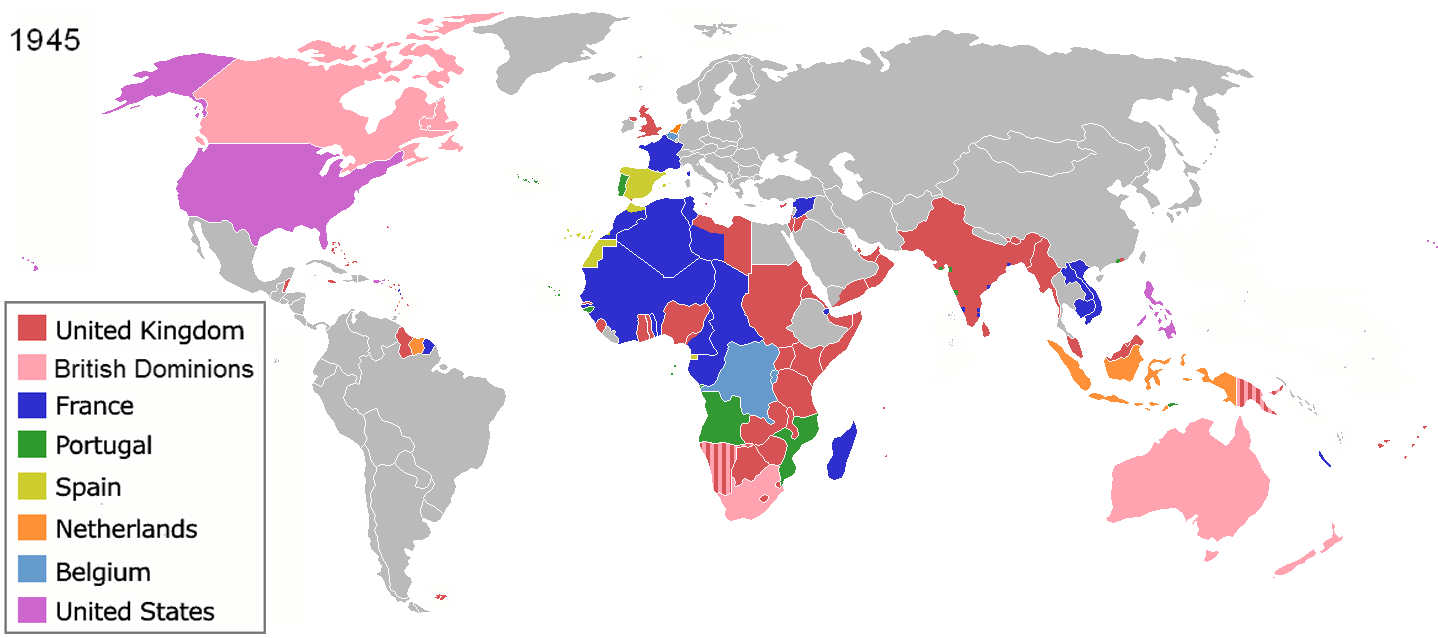
Koloniální rozdělení světa k roku 1945

Dekolonizační proces probíhal po roce 1945 především v Africe a v Asii, tedy v těžišti koloniální moci dvou největších koloniálních velmocí tohoto období – Spojené království a Francie. Dekolonizace se ale dotkla také menších koloniálních zemí jako byla Belgie, Portugalsko, Nizozemí a nebo Spojené státy.
Z obecného hlediska byla dekolonizace hluboce ovlivněna vznikem Studené války a bipolarismu. Dekolonizované a nově samostatné země se tak hned na počátku své existence ocitly uprostřed velmocenského zápasu mezi Západem vedeným USA a Východem pod vedením SSSR. Toto v podstatě ideologické soupeření v mnoha ohledem negativně ovlivnilo politický i ekonomický vývoj v dekolonizovaných zemích (například Korea a její rozdělení, Kongo nebo Angola) a právě zde mělo nejčastěji vojenský charakter. Koncepce tzv. Třetího světa, která se původně snažila být alternativou mezi dvěma bloky poválečného rozdělení světa neměla úspěch, a to i přes pokusy spojené s hnutím nezúčastněných.
Vzhledem k tomu, že dekolonizace byla dlouhodobý historický proces, není jednoduché jej jednoznačně charakterizovat. Dekolonizace měla projevy jak násilného procesu osamostatnění (ve smyslu anti-koloniální války nebo revoluce) ale mohlo se jednat také o řešení diplomatickou cestou či kompromisem.

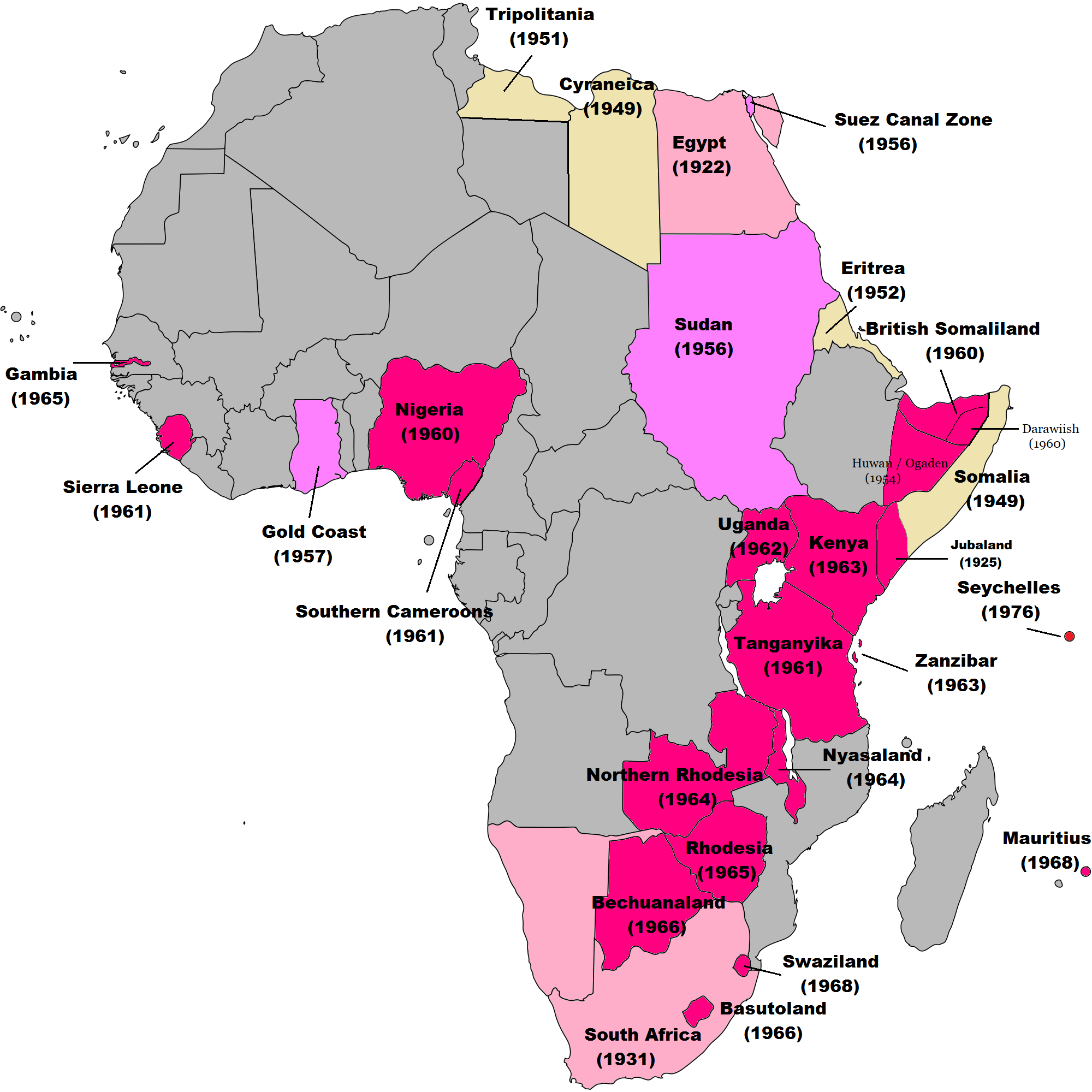
Britská dekolonizace Afriky

Jako příklad kompromisního nebo více méně mírového řešení je často uváděna dekolonizace britských držav po roce 1945 a založení britského Commonwealthu už v roce 1931. Během dekolonizace se jeho součástí stala většina bývalých britských kolonií. Dnes je Commonwealth mezivládní organizací, která sdružuje nezávislé státy a má společnou agendu. V podstatě se stal Commonwealth následníkem Britského impéria a často napomáhá zachovat vliv Británie v dekolonizovaných zemích i po dosažení nezávislosti.
Zvláštní forma dekolonizace probíhala v případě dvou přistěhovaleckých kolonií: Kanady a Austrálie. Tyto země byly až do 80. let 20. století dominii Velké Británie a dodnes jsou členy jiné britské organizace Commonwealth Realm. Jestliže se v případě Velké Británie hovoří o dekolonizaci spíše mírovou nebo diplomatickou cestou, neznamená to, že by vlastní budování samostatných států bylo v případě britských kolonií jednodušší nebo mírovější než jinde. Naopak řada bývalých britských kolonií prošla po získání formální nezávislosti roky krvavých vnitropolitických bojů.
Protikladem britského řešení byla Francie, která se se ztrátou svých rozsáhlých kolonií v Africe a Asii nechtěla smířit. V jejím případě došlo k několika válkám, které pro Francii neskončily úspěchem a značně poškodily její postavení ve vztahu k bývalým koloniím. Na prvním místě lze uvést příklad tzv. francouzské Indočíny (Vietnam, Laos, Kambodža), kde měla dekolonizace násilný charakter a vedla k neméně násilnému samostatnému vývoji. Zatímco Tunis a Maroko získaly nezávislost v roce 1956 relativně nenásilnou cestou, v případě Alžírska došlo k další válce (1954–1962).
Nicméně případ Alžírska se značně liší od jiných, a to především proto, že zde žila velice početná skupina francouzských přistěhovalců. Průběh i následky Alžírské války způsobily v obou společnostech dlouhotrvající trauma.
Zhruba mezi roky 1945–1965 byla osamostatněna a uznána většina britských a francouzských kolonií v Asii i Africe, stejně jako kolonii držených Belgií nebo Nizozemím a Spojenými státy.
Mezi poslední dekolonizované země patřily portugalské kolonie v Africe Angola a Mosambik. Tyto země se mohly oficiálně osamostatnit až v roce 1975 po pádu diktátora A. Salazara v Portugalsku. Oficiálnímu osamostatnění ale předcházely roky krvavé koloniální války. V souvislosti s dekolonizací lze ještě zmínit navrácení Macaa a Hongkongu Číně v roce 1999.
| Rok  | Stát            | Kolonizátor        |  | Rok  | Stát                       | Kolonizátor |  | Rok  | Stát                    | Kolonizátor  |
| ---- | --------------- | ------------------ |  | ---- | -------------------------- | ----------- |  | ---- | ----------------------- | ------------ |
| 1946 | Filipíny        | USA                |  | 1960 | Čad                        | Francie     |  | 1963 | Keňa                    | Británie     |
| 1946 | Jordánsko       | Británie           |  | 1960 | Dahome (Benin)             | Francie     |  | 1963 | Singapur                | Británie     |
| 1947 | Bhútán          | Británie           |  | 1960 | Gabon                      | Francie     |  | 1963 | Zanzibar (Tanzanie)     | Británie     |
| 1947 | Indie           | Británie           |  | 1960 | Horní Volta (Burkina Faso) | Francie     |  | 1964 | Malawi                  | Británie     |
| 1947 | Pákistán        | Británie           |  | 1960 | Kamerun                    | Francie     |  | 1964 | Malta                   | Británie     |
| 1948 | Barma (Myanmar) | Británie           |  | 1960 | Kongo-Brazzaville          | Francie     |  | 1966 | Guyana                  | Británie     |
| 1948 | Srí Lanka       | Británie           |  | 1960 | Kongo-Kinshasa             | Belgie      |  | 1968 | Mauricius               | Británie     |
| 1948 | Izrael          | Británie           |  | 1960 | Kypr                       | Británie    |  | 1971 | Bahrajn                 | Británie     |
| 1948 | Palestina       | Británie           |  | 1960 | Madagaskar                 | Francie     |  | 1971 | Katar                   | Británie     |
| 1949 | Indonésie       | Nizozemsko         |  | 1960 | Mali                       | Francie     |  | 1971 | Spojené arabské emiráty | Británie     |
| 1951 | Libye           | Británie a Francie |  | 1960 | Nigérie                    | Británie    |  | 1973 | Bahamy                  | Británie     |
| 1954 | Jižní Vietnam   | Francie            |  | 1960 | Pobřeží slonoviny          | Francie     |  | 1975 | Angola                  | Portugalsko  |
| 1954 | Severní Vietnam | Francie            |  | 1960 | Senegal                    | Francie     |  | 1975 | Kapverdy                | Portugalsko  |
| 1954 | Kambodža        | Francie            |  | 1960 | Somálsko                   | Británie    |  | 1976 | Seychely                | Británie     |
| 1954 | Laos            | Francie            |  | 1961 | Kuvajt                     | Británie    |  | 1980 | Zimbabwe                | Británie     |
| 1956 | Maroko          | Francie            |  | 1961 | Sierra Leone               | Británie    |  | 1990 | Namibie                 | Jižní Afrika |
| 1956 | Súdán           | Británie           |  | 1961 | Tanganika (Tanzanie)       | Británie    |  |      |                         |              |
| 1956 | Tunisko         | Francie            |  | 1962 | Alžírsko                   | Francie     |  |      |                         |              |
| 1957 | Ghana           | Británie           |  | 1962 | Jamajka                    | Británie    |  |      |                         |              |
| 1957 | Malajsie        | Británie           |  | 1962 | Rwanda                     | Belgie      |  |      |                         |              |
| 1958 | Guinea          | Francie            |  | 1962 | Uganda                     | Británie    |  |      |                         |              |
|      |                 |                    |  | 1962 | Západní Samoa              | Británie    |  |      |                         |              |

## Koloniální velmoci
- Velká Británie
- Francie
- Španělsko
- Portugalsko
- Německo
- Nizozemsko
- Belgie
- Itálie
- Japonsko

## Oblasti kolonizování podle jednotlivých zemí
- Velká Británie: východní pobřeží dnešních USA a Kanady, Austrálie, Nový Zéland, ostrovy v Oceánii, Indický subkontinent (Indie), Hongkong v Číně, většina Blízkého Východu, oblasti jižní Afriky, západní (dnešní Ghana) a severní Afriky (například: Egypt, Súdán).
- Francie: Severní Amerika Kanada, jih USA (Louisiana), některá území v Karibiku, oblasti v jihovýchodní Asii (Indočína), velké části severní Afriky (například Alžírsko), oblasti v západní Africe, Madagaskar.
- Španělsko: většina Jižní a Střední Ameriky, v Severní Americe dnešní Mexiko, Kalifornie, Nové Mexiko, Texas, Florida, malé části v Africe (například Maroko a Rovníková Guinea), v Asii především Filipíny.
- Portugalsko: části středozápadní a východní Afriky (Mosambik a Angola), Jižní Amerika: Brazílie, Asie: Macao, Východní Timor nebo Goa
- Německo: menší části jihozápadní a východní Afriky (Kamerun, Togo, Rwanda, Namibie...) a ostrovy v Oceánii (například Karolíny, Marshallovy ostrovy, Samoa...)
- Holandsko: části jihovýchodní Asie (Indonésie), oblasti v jižní Africe, Surinam
- Belgie: části střední Afriky (Belgické Kongo)
- Itálie: oblasti v severní (Libye) a severovýchodní Africe (Somálsko, Eritrea a Etiopie)
- Japonsko: v Asii Korea a Mandžusko a bývalé německé kolonie v Oceánii.

## Nejvýznamnější osobnosti dekolonizace
- George Washington (USA)
- Benjamin Franklin (USA)
- Thomas Jefferson (USA)
- Toussaint Louverture (Haiti)
- Simon Bolívar (jižní Amerika)
- Miguel Hidalgo (Mexiko)
- José de San Martín (Argentina, Chile, Peru)
- Mahátma Gándhí (Indie)
- Ahmed Ben Bella (Alžírsko)
- Frantz Fanon (Martinique)
- Aimé Césaire (Martinique)
- Ho Či Min (Vietnam)
- Kwame Nkrumah (Ghana)
- Patrice Lumumba (Kongo)
- Léopold Sédar Senghor (Senegal)
- António Agostinho Neto (Angola)
- Ernesto Che Guevara (Argentina, Kuba)
- Walter Rodney (Guyana)